# Suchoj Su-35
Suchoj Su-35 (V kódu NATO „Flanker-E“) je ruský víceúčelový stíhací letoun, který je výraznou modernizací stroje Suchoj Su-27. Jde o jednomístný, dvoumotorový proudový letoun, navržený a vyráběný společností Suchoj.
Typ byl původně vyvinut v SSSR ze Su-27 a byl známý jako Su-27M. Jeho součástí jsou kachní plochy a multifunkční radar, který mu dává víceúčelové schopnosti. První prototyp vzlétl v červnu 1988. Po rozpadu Sovětského svazu jej Suchoj přejmenoval na Su-35, aby přilákal zahraniční objednávky. Čtrnáct letadel bylo vyrobeno a používáno pro testy a demonstrace; jeden exemplář měl motory s vektorováním tahu a byl opět přeznačen, tentokrát na Su-37. Koncem 90. let byl také postaven jediný dvoumístný cvičný Su-35UB, který se podobal sérii Su-30MK.
V roce 2003 se Suchoj pustil do druhé modernizace Su-27, aby sloužily jako provizorní letouny než skončí vývoj programu Suchoj PAK FA (Su-57). Tato verze, známá také jako Su-35, má přepracovaný kokpit a systém ovládání zbraní a místo kachních ploch disponuje motory s vektorováním tahu. První let typu se uskutečnil v únoru 2008. Přestože byl určen pro export, v roce 2009 se jeho startovacím zákazníkem stalo ruské letectvo, přičemž produkční verze byla označena jako Su-35S. Letectvo ČLR také zadalo objednávky.

## Vývoj

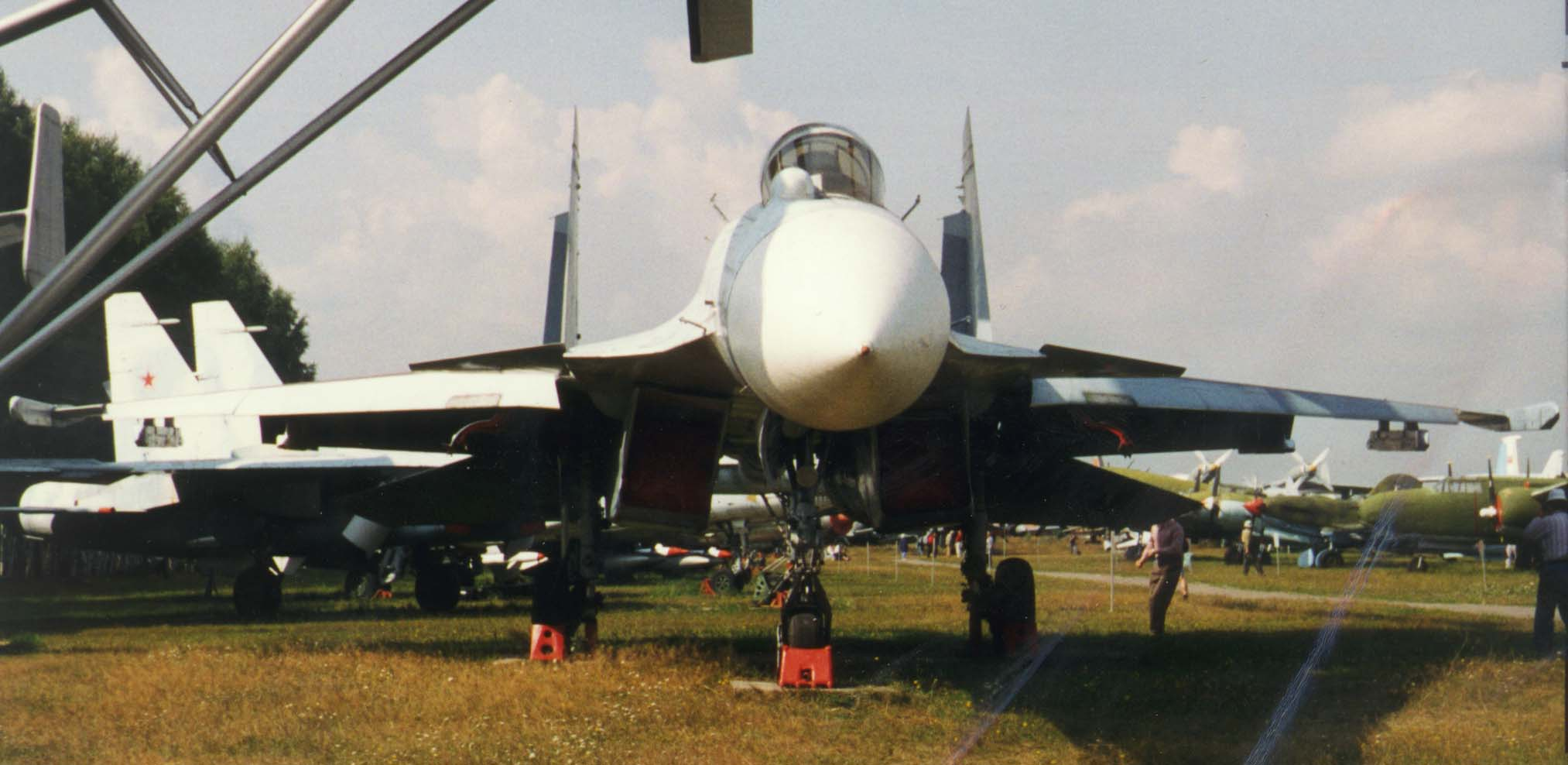
Prototyp T-10M-1 s jednoduchým předním kolem

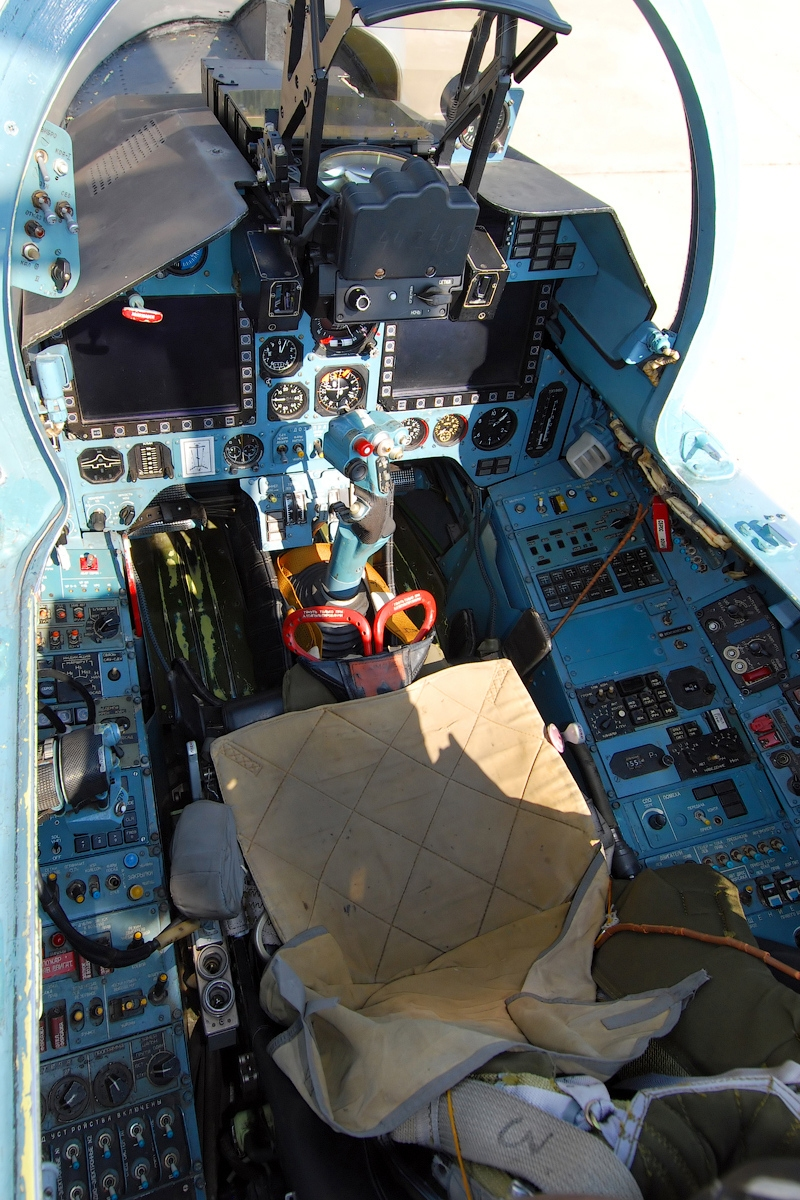
Kokpit Su-35

V podobě Su-27 získalo sovětské letectvo výkonný stroj představující světovou špičku po stránce aerodynamického řešení a protiváhu americkým strojům McDonell Douglas F-15A Eagle. Avšak některé prvky Su-27 nedosahovaly požadovaných parametrů. Především rozsah funkčních možností avioniky se nevyrovnal s tehdy nově zaváděnými stroji F-15C Eagle. Proto již po nástupu Su-27 do výzbroje bylo přijato rozhodnutí o další modernizaci letounu. Požadavky na nový letoun byly následující:
- schopnost ničení obtížně zjistitelných cílů
- vysoká bojová životnost
- nižší pracovní zatížení pilota
- spolehlivá činnost za podmínek REB (radioelektronický boj)
- zvýšení efektivnosti letounu bez spolupráce s externími prostředky navedení

První z prototypů Su-35 vzlétl T-10M-1 s trupovým číslem 706. Svůj standardní let absolvoval dne 28. června 1988[zdroj⁠?!] a letoun měl standardní šedomodrou kamufláž. Tento prototyp měl ještě původní podvozek převzatý beze změny od základní stíhací verze Su-27, s jednoduchým kolem a také původní svislé ocasní plochy s horní, šikmo říznutou hranou směrem dozadu dolů. Letoun byl vybaven původním radiolokátorem. V roce 1992 se vznesl první předsériový letoun s označením T-10M-3 a do poloviny roku 1994 bylo vyrobeno celkem 9 letounů.
Od roku 1992 byl Su-27M nabízen na mezinárodním trhu pod exportním jménem Su-35. Letadlo se zúčastnilo více leteckých show a koncem tisíciletí i tendrů na nákup stíhaček pro korejské a brazilské letectvo. Přestože byl Su-27M obratnější než Su-27, měl modernější avioniku a nesl větší škálu zbraní typu vzduch-země, Rusko s ním žádné exportní úspěchy neslavilo. Bez ohledu na to, že se nepodařilo prodat do zahraničí ani jediný kus, šlo skutečně o pokrokovou modernizaci. Konstruktérům se podařilo snížit hmotnost letadla použitím kompozitních materiálů a hliníko-lithiových slitin. Jedním z charakteristických rysů této konstrukce byla kachní křídla, která zlepšila proudění vzduchu nad křídly. Tato zlepšená aerodynamika v kombinaci s ovládáním letadla přes systém fly-by-wire umožnila stroji létat pod úhlem náběhu 120°. O pohon se staral dvouproudový motor Ljulka AL-31FM (AL-35F), který byl větší a spolehlivější než jeho předchůdce a dosahoval maximálního tahu 125 kN. Nový radar N011 mohl sledovat 15 vzdušných cílů a na šest z nich současně navádět rakety. Kokpit byl modernizován a vybaven barevnými LCD obrazovkami. Dolet byl zvýšen na 4 000 km a dal se prodloužit ještě více díky možnosti tankování paliva za letu. Zajímavostí je, že následnou úpravou Su-27M vznikla v roce 1996 experimentální letoun Suchoj Su-37 s měnitelným vektorem tahu. I když se Su-37 nikdy nedostal do výroby, některé z jeho vylepšení byly integrovány do pozdějších modernizací jako je Su-30MKI a Su-35S.
V roce 2003 se Suchoj pustil do druhé modernizace Su-27, která byla později nazvána 'Su-35S' . Tato varianta má výrazně přepracovaný drak, vylepšenou avioniku, motory s měnitelným vektorem tahu a snížený čelní radarový odraz. První experimentální Su-35S byl dokončen v létě 2007 a poprvé se objevil na veřejnosti na ruských leteckých dnech MAKS-2007. Svůj první let absolvoval 19. února 2008. V roce 2010 se začal Su-35S sériově vyrábět a do armády byl zaveden 12. února 2014. Su-35S je víceúčelová stíhačka generace 4++, využívající technologie páté generace. Představuje technologický mezistupeň mezi Su-30MK a vyvíjeným T-50 PAK FA.

## Konstrukce

### Drak

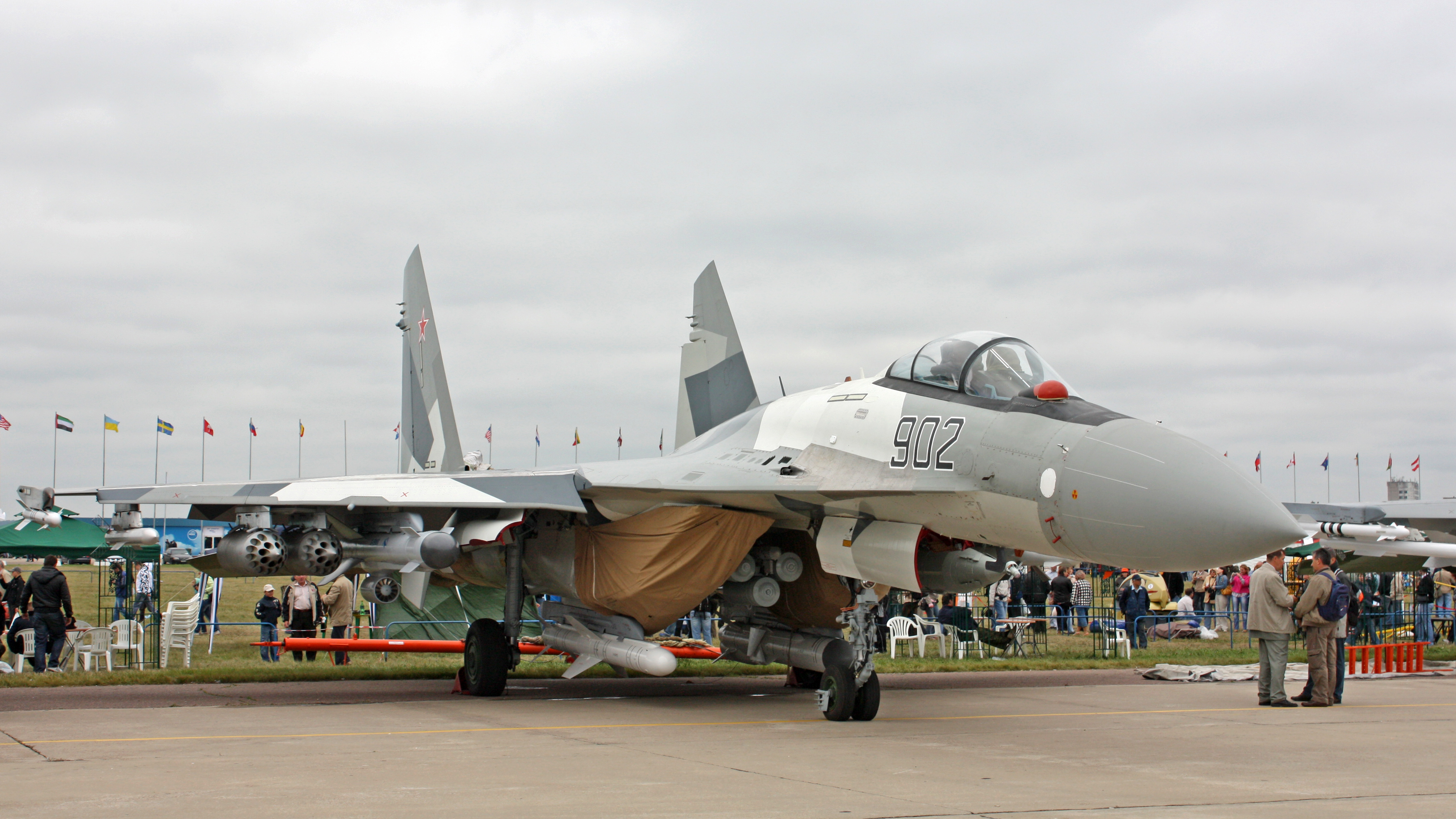
Suchoj Su-35BM na výstavě MAKS-2009

Su-35 se oproti původnímu Su-27 vyznačuje celou řadou konstrukčních a technických změn. Zdokonalená je konstrukce draku, která je do velké míry podobná Su-33. Letoun má přední vodorovnou stabilizační plochu stejného provedení jako Su-33 a Su-34. Drak je z 80% vyroben z Al-Li slitin, zbývajících 20% tvoří kompozitní materiály. Tyto materiály tvoří hlavně kryty antén, sklopné náběžné hrany křídel a dvířka šachty předního podvozku. Křídlo letounu má náběhy shodné jako u Su-33.
Svislé ocasní plochy jsou na rozdíl od Su-27 vyšší a mají větší plochu a rovnou horní hranu s ostrými přechody do náběžné a odtokové hrany. Tyto úpravy jednak zlepšily stabilitu letounu jednak bylo možno zvětšit objem neseného paliva. Su-35 má standardně zabudován výsuvný nástavec pro doplňování paliva za letu vestavěný na levé straně přídě trupu. Z toho důvodu byl přemístěn optoelektronický lokátor na pravou stranu předního okraje čelního dílu překryvu pilotní kabiny. Maximální vzletová hmotnost byla zvýšena na 34 000 kg. Hlavní podvozek byl zesílen. Příďová podvozková noha byla také zesílena a byla vybavena dvěma koly.

### Avionika

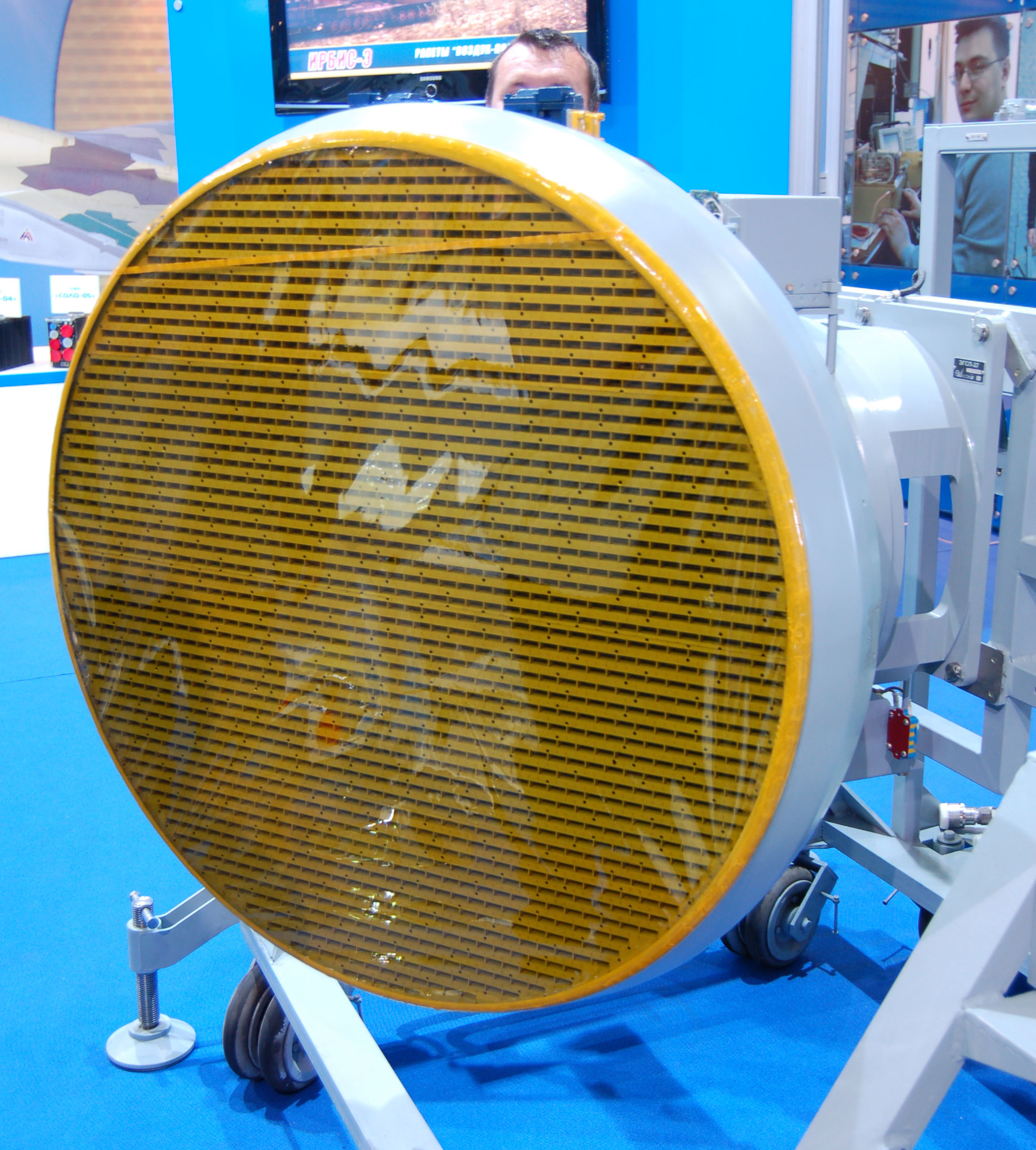
Radar Irbis-E ze Su-35BM

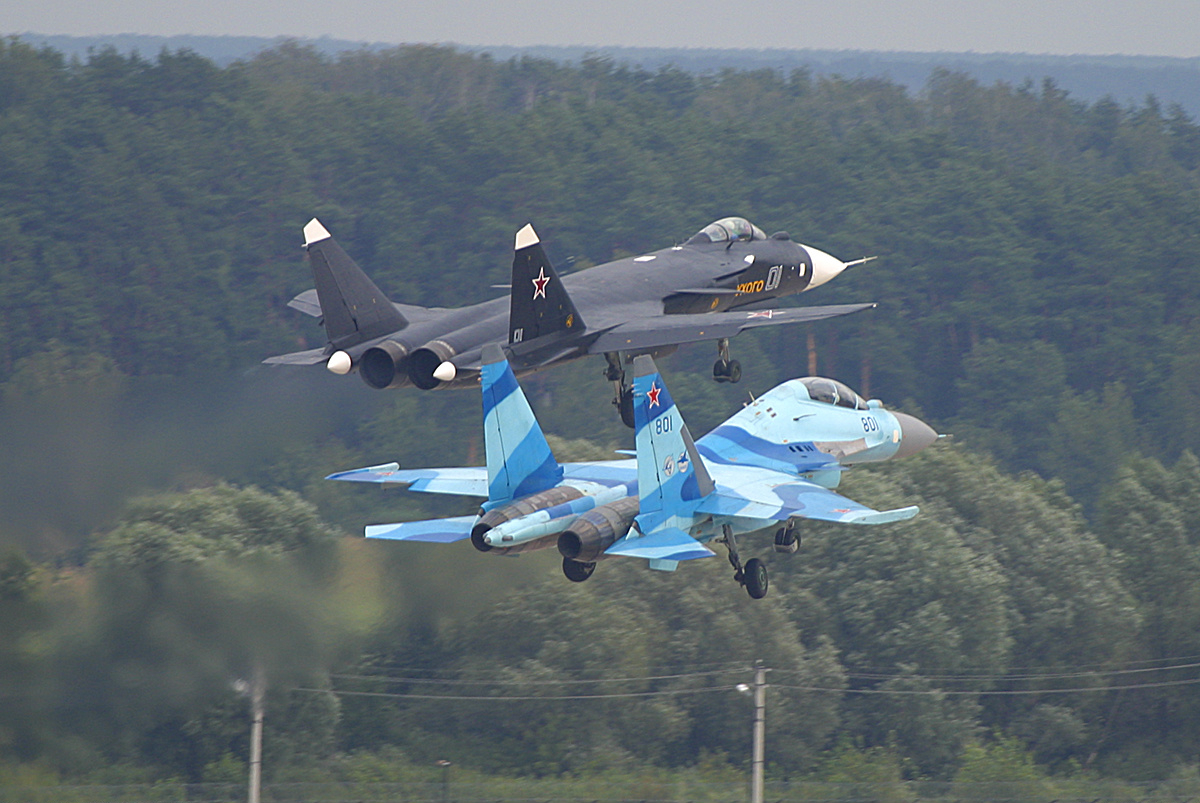
Dvoumístný Su-35UB (Bort 801) spolu se Su-47.

Ve srovnání se Su-27 byla zásadně přepracovaná avionika letounu. Na jeho palubě se nachází radiolokátor Fázotron N-011, který umožňuje sledování a vyhledávání vzdušných a pozemních cílů s přesným mapováním terénu. N-011 má dosah na vzdušné cíle 400 km a umožňuje sledovat 15 cílů a vést vzdušný boj na střední vzdálenosti až se šesti cíli. Dosah na pozemní cíle činí 200 km.
Radiolokátor zadní polosféry N-012b je uložen v koncovém vřetenovém trupu a jeho součinnost s N-011 je koordinována počítačem.
N-012 slouží ke zobrazování vzdušné situace za letounem a může zjištěné informace o cíli předávat přednímu radiolokátoru, který následně řídí odpal a navedení protiletadlových střel.
K detekci radiolokačních signálů vysílaných nepřátelskými letouny slouží výstražný radiolokační přijímač Sirena 3M. Antény výstražného systému jsou umístěny na odtokové hraně obou svislých ocasních ploch, okrajích křídla a na bocích nasávacích otvorů vzduchových kanálů k pohonným jednotkám.
Ke kradmému přepadu cíle slouží optoelektronický lokátor. Má vestavěný televizní kanál, laserový dálkoměr, zaměřovač a vlastní infradetektor. Maximální dosah tohoto systému je 70 km.

### Ovládání letounu

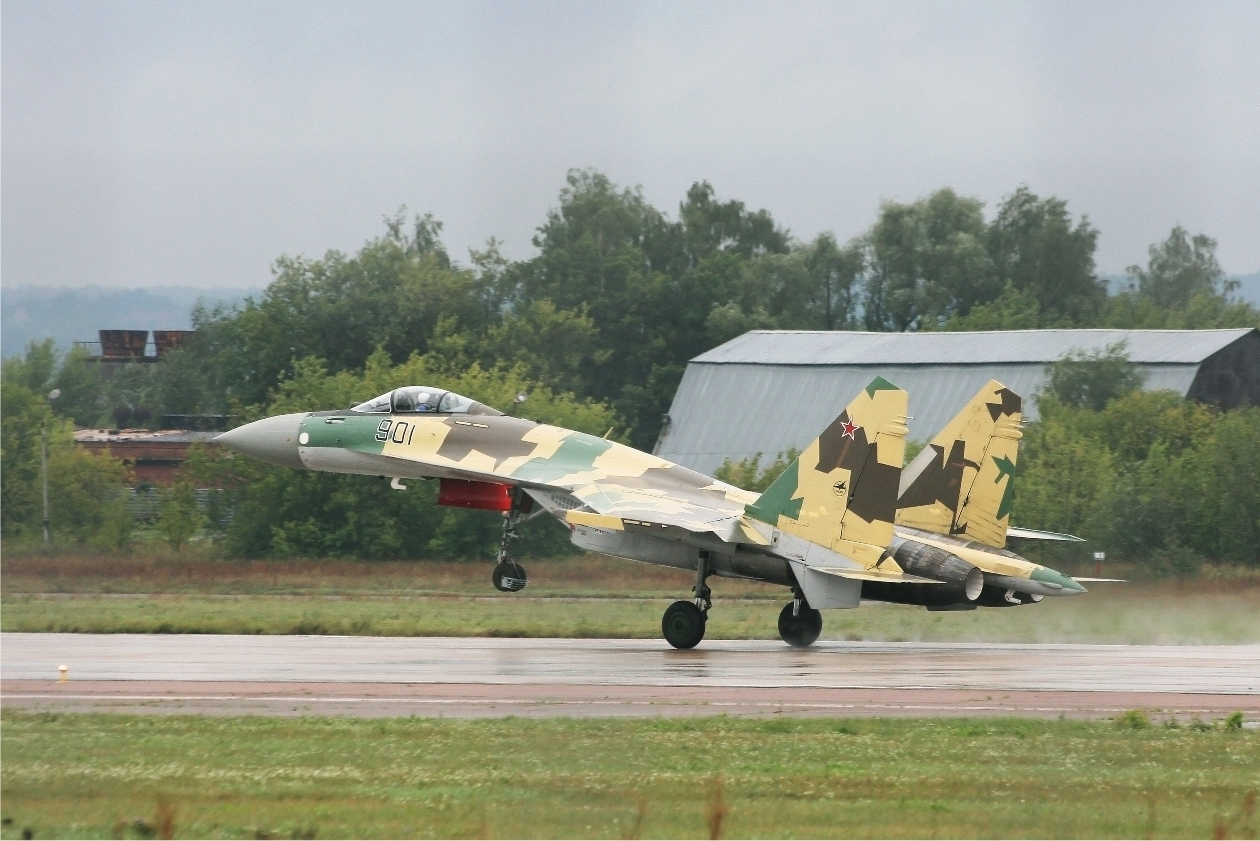
První prototyp Su-35 v srpnu 2011

Systém ovládání je oproti základní verzi Su-27 a Su-33 jednodušší. Při změnách režimu letu pilot volí pouze pomocí tlačítek jeho průběh např. útok na pozemní cíle nebo vzdušný boj. Počítačové vybavení zvětšilo o 10% rozsah umělé nestability.
Zdokonalený systém FBW s vřazenou počítačovou jednotkou je napojen na centrální palubní počítač a umožňuje ovládání letounu kolem všech tří os. To společně s přední vodorovnou plochou umožňuje provedení velmi složitých obratů.

### Kokpit
Pilotní kabina je vybavena novou sadou palubních přístrojů, skládající se z 2 centrálních počítačů, indikačního systému, komunikačních a informačních zařízení. Klíčový je nový Informační řídící systém, který značně zlepšuje interakci mezi pilotem a letadlem. Výstupní data získává pilot prostřednictvím 2 multifunkčních displejů (úhlopříčka 15", rozlišení 1400×1050 pixelů), průhledového displeje (HUD) a brýlí pro noční vidění. Samozřejmostí je ovládání letadla pomocí systému fly-by-wire a v kokpitu je využit koncept HOTAS (nejdůležitější ovládací prvky jsou umístěny na plynové a řídicí páce). Řídící páka je na pravém ovládacím pultu a páka přípustí motoru na levé straně. Pilot má k dispozici dva systémy šifrované rádiové komunikace – VHF / UHF. Pro výměnu dat mezi letadly v rámci letky nebo s pozemním řídícím střediskem slouží datový systém, odolný vůči rušení. Navigační systém sestává z inerciální navigace a globálního navigačního systému (GLONASS). Sedačka je ergonomicky tvarovaná a skloněná pod úhlem 30 stupňů vzad.

### Motor

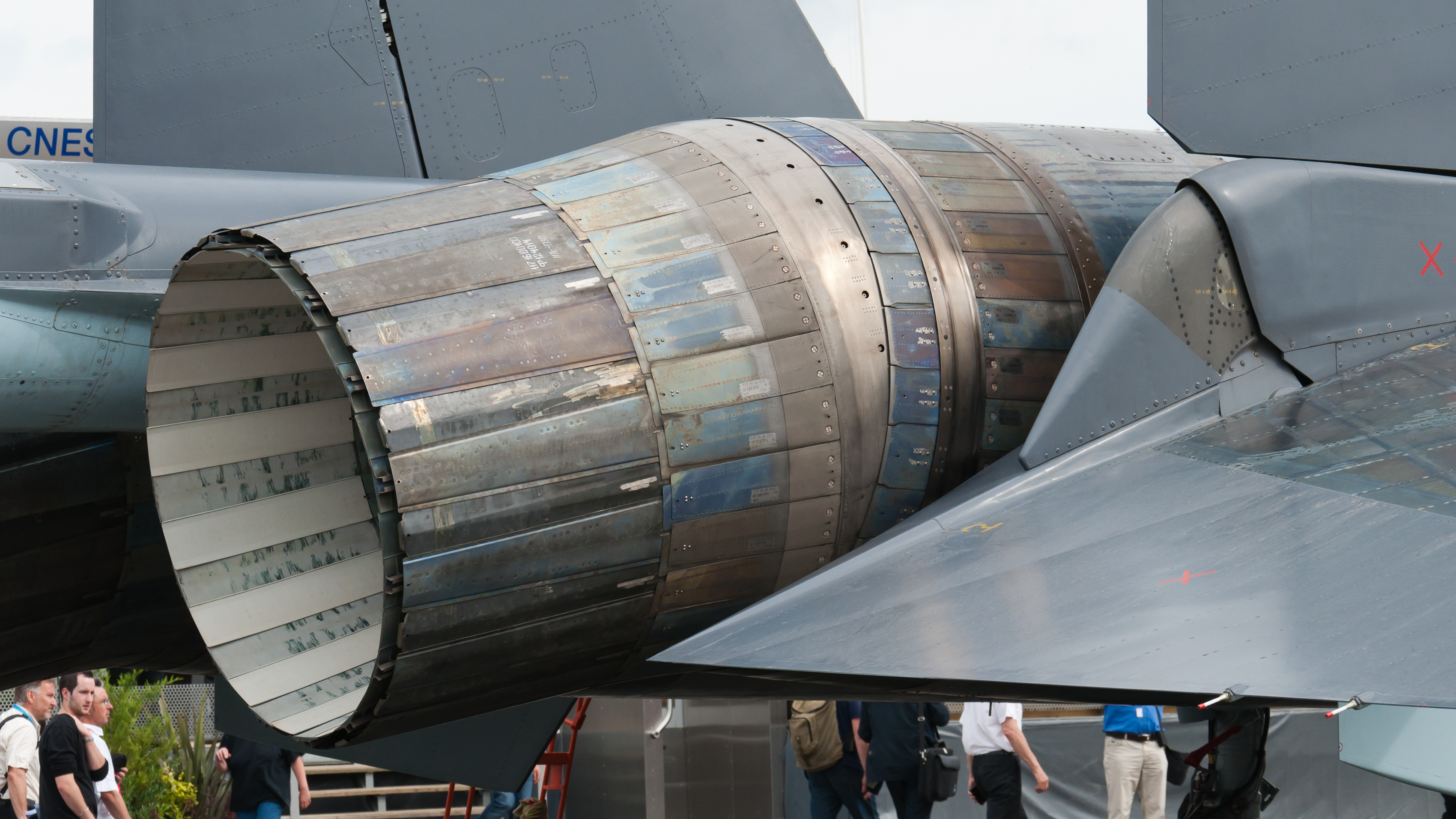
Vektorování tahu na Su-35S

Su-35 je poháněn dvojicí dvouproudých motorů Saturn 117S (AL-41F1S) s přídavným spalováním a s 3D měnitelným vektorem tahu. Jde o silně modernizovanou variantu AL-31F, vyvinutou ve spolupráci firem Suchoj, NPO Saturn a UMPO. S přídavným spalováním poskytuje maximální tah 142 kN, což je o 20 kN více než je schopen vyvinout motor AL-31F v Su-27M. AL-41F1S má odhadovanou životnost 4 000 hodin, což je výrazně více než životnost 1 500 hodin, kterou dosahuje motor letounu Su-27M. Díky motorům je Su-35S schopen letět nadzvukovou rychlostí bez použití přídavného spalování, ale pouze pokud nenese žádnou výzbroj. Přívody vzduchu do motorů a přední část kompresoru každého z motorů jsou pokryty materiálem, absorbujícím radarové vlny.

### Výzbroj

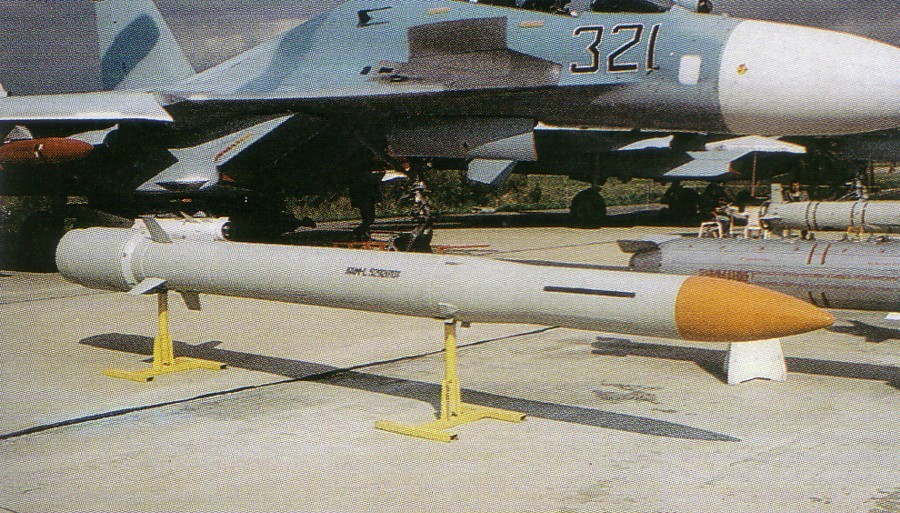
Raketa KS-172

Su-35 je vybaven standardním kanonem GŠ-30-1 umístěným na pravém náběhu křídla. Počet závěsných bodů je 12, na letoun je však možné zavěsit až 14 raket v případě, kdy jsou rakety R-73 zavěšeny na dvojitém závěsníku.

#### Typy závěsníků
- dva podtrupové
- dva podgondolové
- osm podkřídlových

#### Raketová výzbroj
Základní kombinace protiletadlové výzbroje je tvořena 10 R-27 a 2 R-73. Další variantu tvoří kombinace raket R-27, R-33, R-73 a R-77. V současnosti jsou letouny Su-35 vyzbrojovány novými raketami KS-172.
Protizemní výzbroj je tvořena raketami Ch-28, Ch-29, Ch-59, Ch-65 a Ch-35.

## Služba
V lednu 2016 Rusko uskutečnilo první bojové nasazení Su-35S, když vyslalo čtyři letouny do Sýrie. Stalo se tak po zvýšeném napětí mezi Ruskem a Tureckem v důsledku hlášených vpádů ruských letadel do tureckého vzdušného prostoru a sestřelení ruského bombardéru Su-24 tureckou stíhačkou F-16 v listopadu 2015.
Letouny byly nasazeny ruským letectvem během invaze na Ukrajinu v roce 2022. Jeden ze strojů byl sestřelen za pomoci pěchotního raketového systému země vzduch Igla-1 při bojovém nasazení souvisejícím s ruským ostřelováním Kyjeva. Ministerstvo obrany Ukrajiny koncem května 2022 oznámilo, že další ruský Su-35 byl sestřelen ukrajinským letectvem v Chersonské oblasti, konkrétně proudovou stíhačkou MiG-29. Rusko ztrátu svého letadla nepotvrdilo. Dle nezávislého webu Oryx ztratilo Rusko k červnu 2025 dle volně dostupné fotodokumentace nejméně 8 Su-35S.

## Varianty

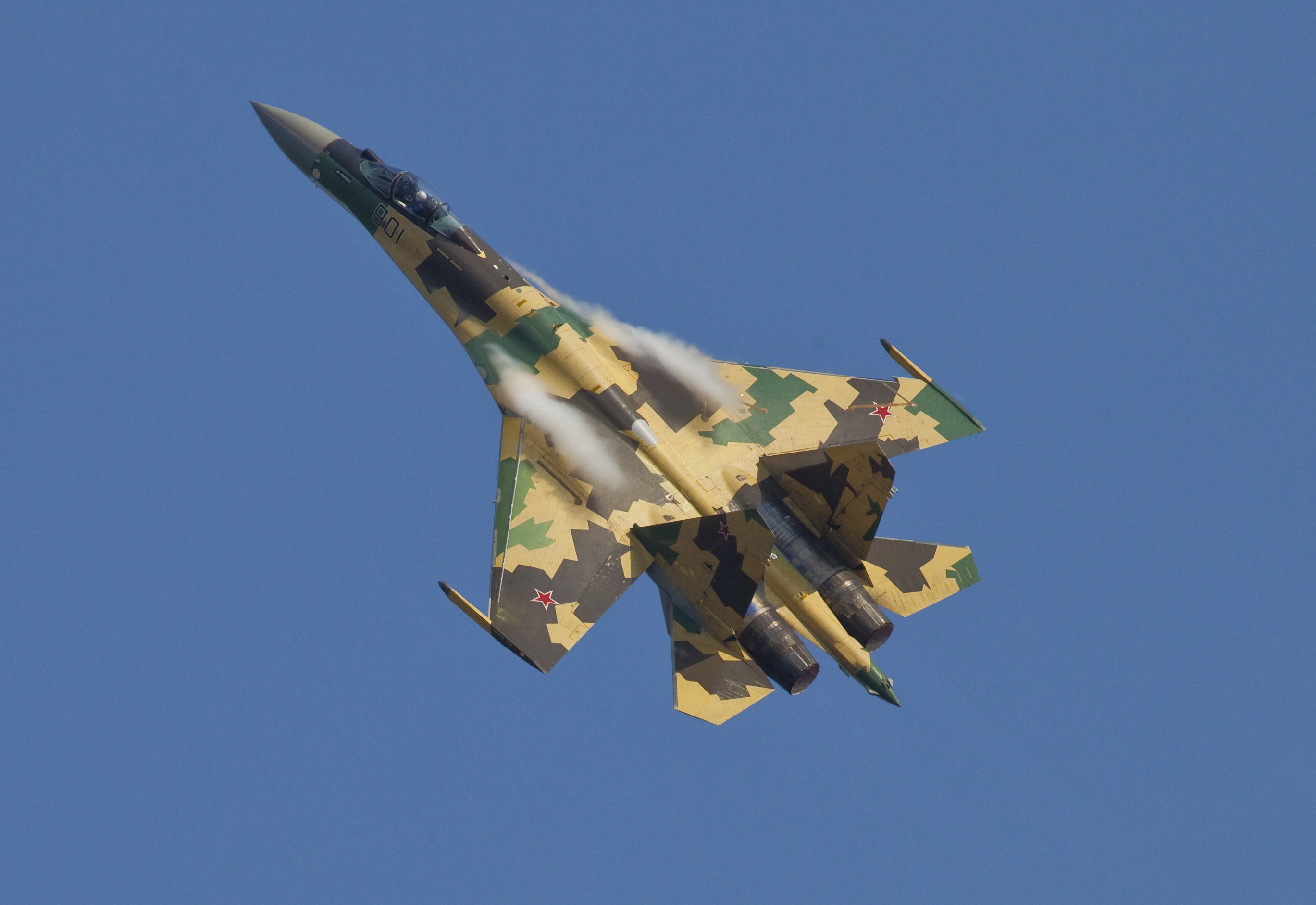
Su-35S na MAKS 2011

Su-27M/Su-35Jednomístný stíhač.
Su-35UBSu-35UB je cvičně-bojová varianta Su-35, v tandemu pilot-instruktor nebo pilot-operátor. Vzlétl poprvé 7. srpna 2000.
Su-35BMJednomístný stíhací letoun s modernizovanou avionikou a různými úpravami draku letadla. Su-35BM je neoficiální název.
Su-37Experimentální verze s vektorováním tahu.
Su-35SJe modernizovaná varianta víceúčelového bojového letounu Su-35. První prototyp modernizované verze vzlétl 19. února 2008. Letoun má zesílenou konstrukci oproti základnímu modelu Su-35, snížený „radarový podpis“ z přední strany a digitální FBW. Kokpit letounu je přepracovaný. K charakteristickým rysům letounu Su-35S patří instalace nového palubního radiolokátoru Irbis E. Letoun má výkonnější pohonné jednotky 117S s vektorováním tahu. Letoun je vybaven protiletadlovými a protiradiolokačními střelami KS-172. Jde o název verze Su-35BM pro ruské letectvo.

## Uživatelé
Rusko
- Ruské letectvo má 110 letounů v inventáři k prosinci 2022.[9][10][11][12][13] Nové dodávky uskutečněné v červnu, červenci, září a říjnu 2023; pravděpodobné celkové množství 8 dodaných letadel.[14][15][16][17] Poslední dodávka v roce 2023 byla provedena v listopadu[18] a první dodávka pro rok 2024 proběhla v dubnu.[19] Druhá dodávka byla provedena v květnu[20] a třetí v listopadu.[21] Třetí objednávka na 30 letadel dokončená v srpnu 2020 má zvýšit celkový počet na 128.[22][23][24]

 Čína
- Letectvo Čínské lidové republiky – 24 letounů v inventáři.

## Specifikace (Su-35S)

### Technické údaje
- Posádka: 1
- Délka: 21,95 m
- Rozpětí: 14,75 m
- Výška: 5,92 m
- Nosná plocha: 62,2 m²
- Hmotnost prázdného letounu: 19 000 kg
- Vzletová hmotnost: 25 300 kg
- Maximální vzletová hmotnost: 34 500 kg
- Motor: 2 × dvouproudový motor Saturn AL-41F1S s přídavným spalovaním a s 3D měnitelným vektorem tahu
  - maximálny tah: 86,3 kN každý
  - tah s přídavným spalovaním: 142 kN každý
- Zásoba paliva bez přídavných nádrží: 11 500 kg
- Zásoba paliva s 2 přídavnými nádržemi: 14 300 kg

### Výkony
- Maximální rychlost: 2 400 km/h (2,25 M)
- Maximální rychlost při zemi: 1 400 km/h (1,13 M)
- Dolet s 2 přídavnými nádržemi: 4 500 km
- Dolet ve vysoké letové hladině: 3 600 km
- Dolet v nízké letové hladině: 1 580 km
- Dostup: 18 000 m
- Maximální přetížení: 9 g
- Stoupavost: > 280 m/s
- Plošné zatížení:
  - při normálním zatížení: 410 kg/m²
  - při maximálním zatížení: 611 kg/m²
- Poměr tah/hmotnost
  - při normálním zatížení: 1,14
  - při maximálním zatížení: 0,76

### Výzbroj
- Hlavňová: automatický letecký kanón GŠ-30-1 ráže 30 mm (zásoba střeliva: 150 ks)
- 12 externích závěsů (2 × na konci křídel, 6 × pod křídly, 4 × pod drakem stroje) – s nosností do 8 000 kg
  - Rakety vzduch-vzduch:
    - 8 × R-27ER (AA-10 Alamo-C)
    - 4 × R-27ET (AA-10 Alamo-D)
    - 12 × R-73E (AA-11 Archer)
    - 6 × R-77 RVV-AE (AA-12 Adder)

  - Rakety vzduch-zem:
    - 6 × Ch-31P/Ch-31A
    - 6 × Ch-29T/L
    - 6 × Ch-25
    - 6 × Ch-38
    - 6 × Ch-58
    - 6 × Ch-59MK
    - 6 × S-25LD/S-8/S-10

  - Pumy:
    - 4–5 × KAB-500KR
    - 2–3 × KAB-500KR
    - 2–3 × KAB-1500L